# Zabuló (Israel)
Zabuló (en hebreu: מועצה אזורית זבולון) (transliterat: Moatza Azorit Zevulun) és un consell regional del districte de Haifa d'Israel. El nom prové de la tribu de Zabuló, una de les dotze tribus de l'Antic Testament.
El municipi inclou els següents nuclis de població:
- Quibuts: Kefar ha-Makkabbí (כפר המכבי), Ramat Yohanan (רמת יוחנן), Xaar Haamaqim (שער העמקים), Uixà (אושה), Yagur (יגור).
- Moixavim: Kefar Bialik (כפר ביאליק), Kefar Hassidim Àlef (כפר חסידים א').
- Altres assentaments comunitaris: Kefar Hassidim Bet (כפר חסידים ב'), Nofit (נופית).
- Poblats beduïns: Ibtin (אבטין), Khawaled (ח'ואלד).
- Campus universitaris: Oranim (אורנים).
- Viles religioses juvenils: Kefar ha-Noar ha-Datí (כפר הנוער הדתי).